# Jeshm Afet Hanim
Jeshm Afet Hanim, död 1907, var gift med Egyptens khediv Ismail Pascha (regent 1863-1879).
Hon var en slav av tjerkessiskt ursprung, som föll offer för slavhandeln på Svarta havet och blev Ismails konkubin. Khediven frigav henne och gifte sig med henne strax efter sitt trontillträde 1863 och hon blev en av hans fyra hustrur, med titeln "Den tredje prinsessan". Hon stödde utbildning för kvinnor och gav 1873 sitt stöd för grundandet av Egyptens första regeringsstödda flickskola, Suyufiyya flickskola.